# 上塔尔
上塔尔（法語：Tart-le-Haut，法語發音：[taʁ lə o]）是法国科多尔省的一个旧市镇，与下塔尔相邻，属于第戎区。2019年，上塔尔与市镇塔尔拉拜合并为新市镇塔尔，上塔尔为新市镇行政中心。

## 地理
上塔尔（47°12'16"N, 5°12'22"E）面积10.3 平方千米，位于法国勃艮第-弗朗什-孔泰大區科多尔省，该省份为法国中东部省份，北起奥布省，西接涅夫勒省和约讷省，南至索恩-卢瓦尔省，东南接汝拉省，东临上索恩省，东北部与上马恩省接壤。
与上塔尔接壤的市镇（或旧市镇、城区）包括：瓦朗日、布拉泽昂普莱讷、埃希热、隆日库尔昂普莱讷、马尔利安、塔尔拉拜、下塔尔。
上塔尔的时区为UTC+01:00、UTC+02:00（夏令时）。

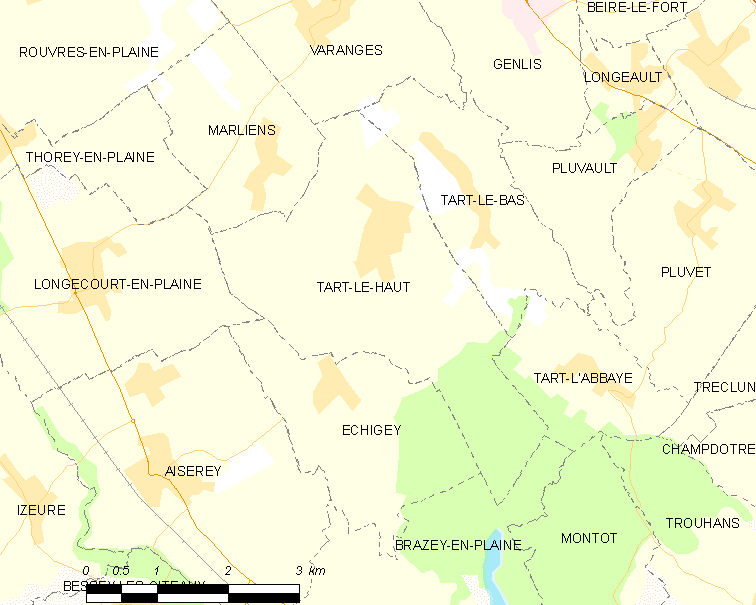
上塔尔的OSM定位图

## 行政
上塔尔的邮政编码为21110，INSEE市镇编码为21623。

## 政治
上塔尔所属的省级选区为让利斯县。

## 人口

1962-2008年间上塔尔人口变化图示

上塔尔于2018年1月1日时的人口数量为1371人。